# Dune 45
La Dune 45 est une dune étoilée du désert du Namib, en Namibie.

## Géographie et formation

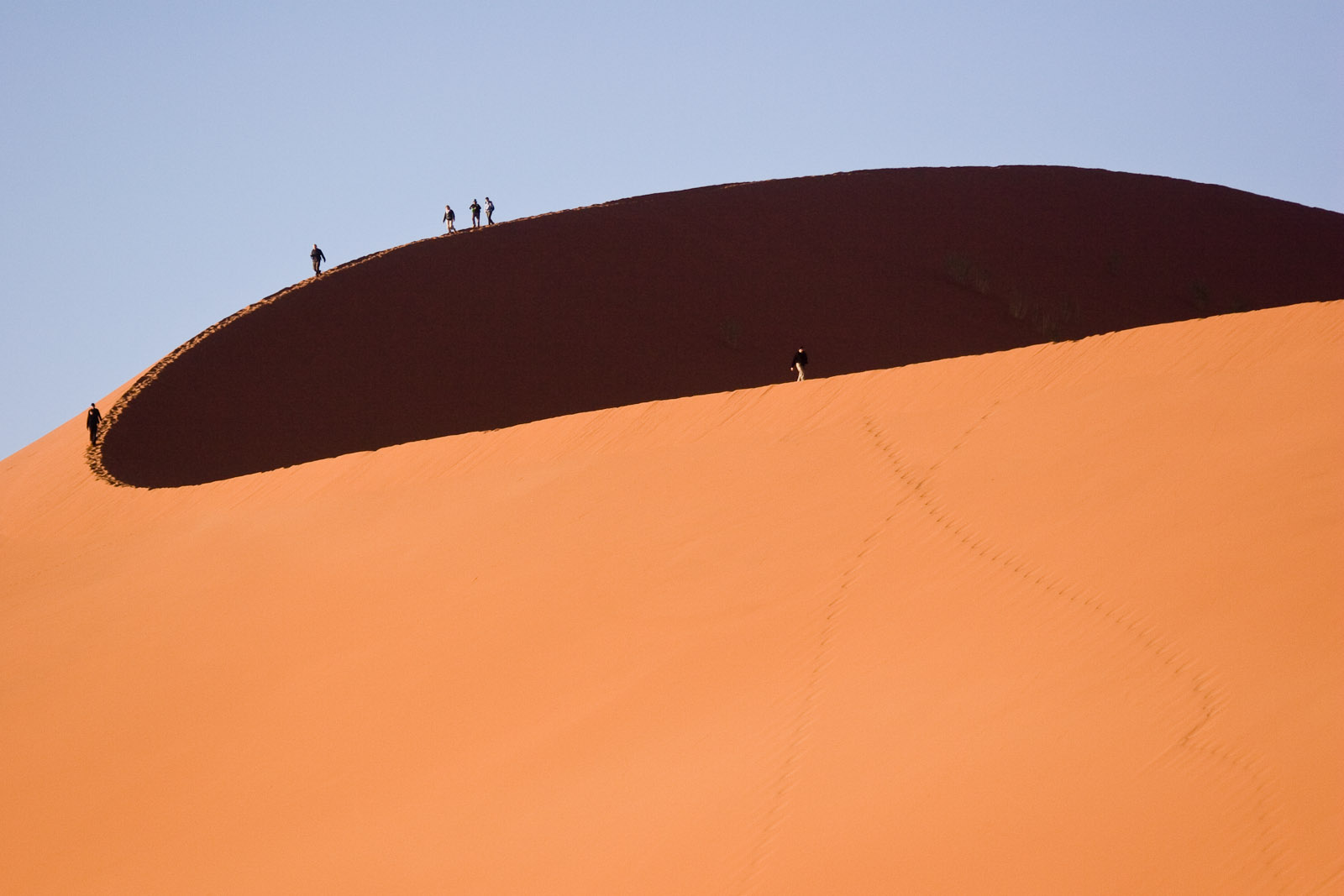
Visiteurs sur la crête de la dune.

La dune 45 est située au 45e kilomètre de la route partant de la localité de Sesriem, au nord-est, et traversant d'est en ouest le Sossusvlei, un salar du désert du Namib entouré de hautes dunes ; le kilométrage donne son nom au lieu. Le pied de la dune n'est qu'à 300 m au sud de la route, directement accessible en véhicule tout-terrain.
La dune culmine à plus de 450 m d'altitude. Elle est constituée de sable arraché au désert du Kalahari par le fleuve Orange depuis cinq millions d'années et accumulé ensuite par les vents à cet endroit.

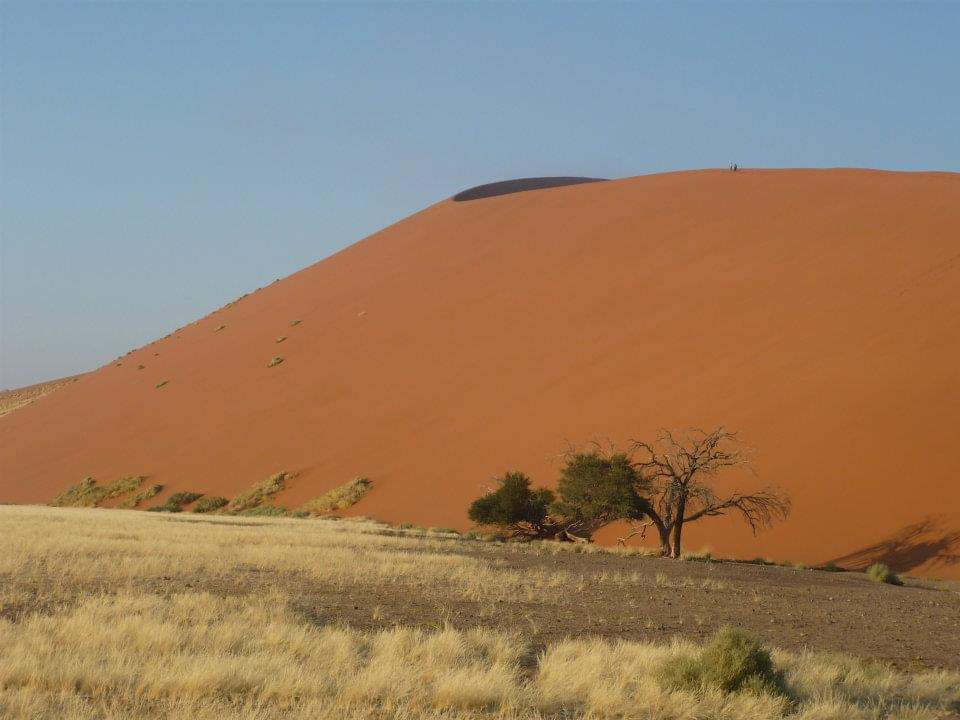
La dune vue depuis le parking.

## Accessibilité
La dune s'élevant près de la route, elle est souvent photographiée, particulièrement au début et à la fin de la journée, lorsque l'une de ses faces est plongée dans l'ombre. Elle est souvent escaladée par les visiteurs du Sossusvlei.